# Mancomunidad La Serranía
La Mancomunidad La Serranía es una entidad local supramunicipal que agrupa a 12 municipios de la Comarca La Serranía, también denominada Los Serranos (Alcublas, Alpuente, Andilla, Bugarra, Calles, Chulilla, Gestalgar, Higueruelas, Losa del Obispo, Pedralba, Sot de Chera y Villar del Arzobispo) para la prestación de servicios de distinta índole (servicios sociales, Recogida de Residuos Sólidos Urbanos, servicio informático, realización de proyectos de desarrollo local).